# Liste der Nummer-eins-Hits in der Schweiz (2004)
Dies ist eine Liste der Nummer-eins-Hits in der Schweiz im Jahr 2004. Sie basiert auf den Top 100 Singles und Top 100 Alben der offiziellen Schweizer Hitparade. Es gab in diesem Jahr elf Nummer-eins-Singles und 22 Nummer-eins-Alben.

## Singles
| ← 2003 ← | Liste der Nummer-eins-Hits in der Schweiz | Liste der Nummer-eins-Hits in der Schweiz | Liste der Nummer-eins-Hits in der Schweiz | 2005 →                    |
| \| Zeitraum \| Wo. ges. \| Interpret \| Titel Autor(en) \| Zusätzliche Informationen \| \| (Zeitraum, Wochen auf Platz eins, Interpret, Titel, Autor[en], zusätzliche Informationen) \| \| \| \| \| \| ----------------------------------------------------------------------------------------- \| -------- \| ------------------------------ \| ---------------------------------------------------------------------------------------------------------------------------------------------------------------------------- \| ------------------------- \| \| 21. Dezember 2003 – 6. März 2004 11 Wochen \| 11 \| The Black Eyed Peas \| Shut Up Jaime Luis Gomez, William Adams, George Pajon \| – \| \| 7. März 2004 – 27. März 2004 3 Wochen \| 3 \| MusicStars \| A Kiss Goodbye Carola Maria Häggkvist, Anna Lena Margaretha Hogdahl, Henrik Mats Anderson Tervald, Martin Olof Ankelius \| – \| \| 28. März 2004 – 3. April 2004 1 Woche \| 1 \| Anastacia \| Left Outside Alone Anastacia L. Newkirk, Dallas L. Austin, Glen Ballard \| – \| \| 4. April 2004 – 10. April 2004 1 Woche \| 1 \| Carmen Fenk \| In Love with You Again Lennart A. Salomon \| – \| \| 11. April 2004 – 22. Mai 2004 6 Wochen \| 6 \| Usher feat. Ludacris & Lil Jon \| Yeah! James Elbert Phillips, La Marquis Jefferson, Jonathan H. Smith, Patrick Michael Smith, Christopher Brian Bridges, Sean Garrett \| – \| \| 23. Mai 2004 – 19. Juni 2004 4 Wochen \| 4 \| Eamon \| F**k It (I Don’t Want You Back) Jonathan Eamon Doyle, Mark Passy, Kirk S. Robinson \| – \| \| 20. Juni 2004 – 25. September 2004 14 Wochen \| 14 \| O-Zone \| Dragostea din tei Dan Mihai Bălan \| – \| \| 26. September 2004 – 2. Oktober 2004 1 Woche (insgesamt 6) \| 6 \| K-Maro \| Femme like U Musik: Louis-Joachim Cote; Text: Cyril Kamar \| – \| \| 3. Oktober 2004 – 9. Oktober 2004 1 Woche \| 1 \| Aventura \| Obsesión Anthony Santos \| – \| \| 10. Oktober 2004 – 13. November 2004 5 Wochen (insgesamt 6) \| 6 \| K-Maro \| Femme like U Musik: Louis-Joachim Cote; Text: Cyril Kamar \| – \| \| 14. November 2004 – 27. November 2004 2 Wochen \| 2 \| Eminem \| Just Lose It Marshall B. Mathers, Andre Romell Young, Michael A. Elizondo Jr., Mark Batson, Christopher Pope \| – \| \| 28. November 2004 – 1. Januar 2005 5 Wochen \| 5 \| Destiny’s Child \| Lose My Breath LaShawn Ameen Daniels, Garrett R. Hamler, Fred Jerkins III, Rodney Jerkins, Kelendria Trene Rowland, Beyoncé Gisselle Knowles, Sean Carter, Michelle Williams \| – \| |                                           |                                           | |                           |
| ← 2003 |                                           |                                           | | → 2005 →                  |
| Zeitraum | Wo. ges.                                  | Interpret                                 | Titel Autor(en) | Zusätzliche Informationen |
| (Zeitraum, Wochen auf Platz eins, Interpret, Titel, Autor[en], zusätzliche Informationen) |                                           |                                           | |                           |
| 21. Dezember 2003 – 6. März 2004 11 Wochen | 11                                        | The Black Eyed Peas                       | Shut Up Jaime Luis Gomez, William Adams, George Pajon | –                         |
| 7. März 2004 – 27. März 2004 3 Wochen | 3                                         | MusicStars                                | A Kiss Goodbye Carola Maria Häggkvist, Anna Lena Margaretha Hogdahl, Henrik Mats Anderson Tervald, Martin Olof Ankelius                                                      | –                         |
| 28. März 2004 – 3. April 2004 1 Woche | 1                                         | Anastacia                                 | Left Outside Alone Anastacia L. Newkirk, Dallas L. Austin, Glen Ballard | –                         |
| 4. April 2004 – 10. April 2004 1 Woche | 1                                         | Carmen Fenk                               | In Love with You Again Lennart A. Salomon | –                         |
| 11. April 2004 – 22. Mai 2004 6 Wochen | 6                                         | Usher feat. Ludacris & Lil Jon            | Yeah! James Elbert Phillips, La Marquis Jefferson, Jonathan H. Smith, Patrick Michael Smith, Christopher Brian Bridges, Sean Garrett                                         | –                         |
| 23. Mai 2004 – 19. Juni 2004 4 Wochen | 4                                         | Eamon                                     | F**k It (I Don’t Want You Back) Jonathan Eamon Doyle, Mark Passy, Kirk S. Robinson                                                                                           | –                         |
| 20. Juni 2004 – 25. September 2004 14 Wochen | 14                                        | O-Zone                                    | Dragostea din tei Dan Mihai Bălan | –                         |
| 26. September 2004 – 2. Oktober 2004 1 Woche (insgesamt 6) | 6                                         | K-Maro                                    | Femme like U Musik: Louis-Joachim Cote; Text: Cyril Kamar | –                         |
| 3. Oktober 2004 – 9. Oktober 2004 1 Woche | 1                                         | Aventura                                  | Obsesión Anthony Santos | –                         |
| 10. Oktober 2004 – 13. November 2004 5 Wochen (insgesamt 6) | 6                                         | K-Maro                                    | Femme like U Musik: Louis-Joachim Cote; Text: Cyril Kamar | –                         |
| 14. November 2004 – 27. November 2004 2 Wochen | 2                                         | Eminem                                    | Just Lose It Marshall B. Mathers, Andre Romell Young, Michael A. Elizondo Jr., Mark Batson, Christopher Pope                                                                 | –                         |
| 28. November 2004 – 1. Januar 2005 5 Wochen | 5                                         | Destiny’s Child                           | Lose My Breath LaShawn Ameen Daniels, Garrett R. Hamler, Fred Jerkins III, Rodney Jerkins, Kelendria Trene Rowland, Beyoncé Gisselle Knowles, Sean Carter, Michelle Williams | –                         |

## Alben
| ← 2003 ← | Liste der Nummer-eins-Hits in der Schweiz | Liste der Nummer-eins-Hits in der Schweiz | Liste der Nummer-eins-Hits in der Schweiz | 2005 →                    |
| \| Zeitraum \| Wo. ges. \| Interpret \| Titel \| Zusätzliche Informationen \| \| (Zeitraum, Wochen auf Platz eins, Interpret, Titel, zusätzliche Informationen) \| \| \| \| \| \| ------------------------------------------------------------------------------ \| -------- \| -------------------------------- \| ------------------------------------ \| ------------------------- \| \| 21. Dezember 2003 – 3. Januar 2004 2 Wochen \| 2 \| Alicia Keys \| The Diary of Alicia Keys \| – \| \| 4. Januar 2004 – 24. Januar 2004 3 Wochen \| 3 \| Dido \| Life for Rent \| – \| \| 25. Januar 2004 – 31. Januar 2004 1 Woche \| 1 \| The Black Eyed Peas \| Elephunk \| – \| \| 1. Februar 2004 – 21. Februar 2004 3 Wochen \| 3 \| Seal \| Seal IV \| – \| \| 22. Februar 2004 – 20. März 2004 4 Wochen \| 4 \| Norah Jones \| Feels like Home \| – \| \| 21. März 2004 – 10. April 2004 3 Wochen \| 3 \| Plüsch \| Sidefiin \| – \| \| 11. April 2004 – 22. Mai 2004 6 Wochen \| 6 \| Anastacia \| Anastacia \| – \| \| 23. Mai 2004 – 29. Mai 2004 1 Woche \| 1 \| DJ Tatana \| Neon Lights \| – \| \| 30. Mai 2004 – 19. Juni 2004 3 Wochen \| 3 \| Zucchero \| Zu & Co. \| – \| \| 20. Juni 2004 – 26. Juni 2004 1 Woche \| 1 \| Carmen Fenk \| Fenkadelic \| – \| \| 27. Juni 2004 – 7. August 2004 6 Wochen (insgesamt 7) \| 7 \| Züri West \| Aloha from Züri West \| – \| \| 8. August 2004 – 14. August 2004 1 Woche \| 1 \| Red Hot Chili Peppers \| Live in Hyde Park \| – \| \| 15. August 2004 – 21. August 2004 1 Woche (insgesamt 7) \| 7 \| Züri West \| Aloha from Züri West \| – \| \| 22. August 2004 – 4. September 2004 2 Wochen \| 2 \| Mario Pacchioli \| Mario Pacchioli \| – \| \| 5. September 2004 – 11. September 2004 1 Woche \| 1 \| Polo Hofer und die Schmetterband \| Silber, Gold & Perle \| – \| \| 12. September 2004 – 18. September 2004 1 Woche \| 1 \| Gotthard \| One Team, One Spirit (The Very Best) \| – \| \| 19. September 2004 – 2. Oktober 2004 2 Wochen \| 2 \| Baschi \| Baschi \| – \| \| 3. Oktober 2004 – 9. Oktober 2004 1 Woche \| 1 \| Bryan Adams \| Room Service \| – \| \| 10. Oktober 2004 – 16. Oktober 2004 1 Woche \| 1 \| Rammstein \| Reise, Reise \| – \| \| 17. Oktober 2004 – 30. Oktober 2004 2 Wochen \| 2 \| R.E.M. \| Around the Sun \| – \| \| 31. Oktober 2004 – 27. November 2004 4 Wochen (insgesamt 9) \| 9 \| Robbie Williams \| Greatest Hits \| – \| \| 28. November 2004 – 4. Dezember 2004 1 Woche \| 1 \| Eminem \| Encore \| – \| \| 5. Dezember 2004 – 25. Dezember 2004 3 Wochen \| 3 \| U2 \| How to Dismantle an Atomic Bomb \| – \| \| 26. Dezember 2004 – 29. Januar 2005 5 Wochen (insgesamt 9) \| 9 \| Robbie Williams \| Greatest Hits \| – \| |                                           |                                           |                                           |                           |
| ← 2003 |                                           |                                           |                                           | → 2005 →                  |
| Zeitraum | Wo. ges.                                  | Interpret                                 | Titel                                     | Zusätzliche Informationen |
| (Zeitraum, Wochen auf Platz eins, Interpret, Titel, zusätzliche Informationen) |                                           |                                           |                                           |                           |
| 21. Dezember 2003 – 3. Januar 2004 2 Wochen | 2                                         | Alicia Keys                               | The Diary of Alicia Keys                  | –                         |
| 4. Januar 2004 – 24. Januar 2004 3 Wochen | 3                                         | Dido                                      | Life for Rent                             | –                         |
| 25. Januar 2004 – 31. Januar 2004 1 Woche | 1                                         | The Black Eyed Peas                       | Elephunk                                  | –                         |
| 1. Februar 2004 – 21. Februar 2004 3 Wochen | 3                                         | Seal                                      | Seal IV                                   | –                         |
| 22. Februar 2004 – 20. März 2004 4 Wochen | 4                                         | Norah Jones                               | Feels like Home                           | –                         |
| 21. März 2004 – 10. April 2004 3 Wochen | 3                                         | Plüsch                                    | Sidefiin                                  | –                         |
| 11. April 2004 – 22. Mai 2004 6 Wochen | 6                                         | Anastacia                                 | Anastacia                                 | –                         |
| 23. Mai 2004 – 29. Mai 2004 1 Woche | 1                                         | DJ Tatana                                 | Neon Lights                               | –                         |
| 30. Mai 2004 – 19. Juni 2004 3 Wochen | 3                                         | Zucchero                                  | Zu & Co.                                  | –                         |
| 20. Juni 2004 – 26. Juni 2004 1 Woche | 1                                         | Carmen Fenk                               | Fenkadelic                                | –                         |
| 27. Juni 2004 – 7. August 2004 6 Wochen (insgesamt 7) | 7                                         | Züri West                                 | Aloha from Züri West                      | –                         |
| 8. August 2004 – 14. August 2004 1 Woche | 1                                         | Red Hot Chili Peppers                     | Live in Hyde Park                         | –                         |
| 15. August 2004 – 21. August 2004 1 Woche (insgesamt 7) | 7                                         | Züri West                                 | Aloha from Züri West                      | –                         |
| 22. August 2004 – 4. September 2004 2 Wochen | 2                                         | Mario Pacchioli                           | Mario Pacchioli                           | –                         |
| 5. September 2004 – 11. September 2004 1 Woche | 1                                         | Polo Hofer und die Schmetterband          | Silber, Gold & Perle                      | –                         |
| 12. September 2004 – 18. September 2004 1 Woche | 1                                         | Gotthard                                  | One Team, One Spirit (The Very Best)      | –                         |
| 19. September 2004 – 2. Oktober 2004 2 Wochen | 2                                         | Baschi                                    | Baschi                                    | –                         |
| 3. Oktober 2004 – 9. Oktober 2004 1 Woche | 1                                         | Bryan Adams                               | Room Service                              | –                         |
| 10. Oktober 2004 – 16. Oktober 2004 1 Woche | 1                                         | Rammstein                                 | Reise, Reise                              | –                         |
| 17. Oktober 2004 – 30. Oktober 2004 2 Wochen | 2                                         | R.E.M.                                    | Around the Sun                            | –                         |
| 31. Oktober 2004 – 27. November 2004 4 Wochen (insgesamt 9) | 9                                         | Robbie Williams                           | Greatest Hits                             | –                         |
| 28. November 2004 – 4. Dezember 2004 1 Woche | 1                                         | Eminem                                    | Encore                                    | –                         |
| 5. Dezember 2004 – 25. Dezember 2004 3 Wochen | 3                                         | U2                                        | How to Dismantle an Atomic Bomb           | –                         |
| 26. Dezember 2004 – 29. Januar 2005 5 Wochen (insgesamt 9) | 9                                         | Robbie Williams                           | Greatest Hits                             | –                         |

## Jahreshitparaden
| ← 2003 ← | Liste der Nummer-eins-Hits in der Schweiz | Liste der Nummer-eins-Hits in der Schweiz | Liste der Nummer-eins-Hits in der Schweiz | 2005 →   |
| \| Singles \| Position# \| Alben \| \| ------------------------------------------------------------------------------------------------------------------------------------------------------------------ \| --------- \| ------------------------------ \| \| Dragostea din tei O-Zone Dan Mihai Bălan \| 1 \| Anastacia \| \| Shut Up The Black Eyed Peas Jaime Luis Gomez, William Adams, George Pajon \| 2 \| Feels like Home Norah Jones \| \| A Kiss Goodbye MusicStars Carola Maria Häggkvist, Anna Lena Margaretha Hogdahl, Henrik Mats Anderson Tervald, Martin Olof Ankelius \| 3 \| Sidefiin Plüsch \| \| Yeah! Usher feat. Ludacris & Lil Jon James Elbert Phillips, LaMarquis Jefferson, Jonathan H. Smith, Patrick Michael Smith, Christopher Brian Bridges, Sean Garrett \| 4 \| Zu & Co. Zucchero \| \| F**k It (I Don’t Want You Back) Eamon Jonathan Eamon Doyle, Mark Passy, Kirk S. Robinson \| 5 \| Greatest Hits Robbie Williams \| \| Superstar Jamelia Joseph Belmaati, Mich Hansen, Remee Sigvardt Jackman \| 6 \| Elephunk The Black Eyed Peas \| \| Femme like U K-Maro Musik: Louis-Joachim Cote; Text: Cyril Kamar \| 7 \| We Broke the Rules Aventura \| \| Left Outside Alone Anastacia Anastacia L. Newkirk, Dallas L. Austin, Glen Ballard \| 8 \| Aloha from Züri West Züri West \| \| Dragostea din tei Haiducii Dan Mihai Bălan \| 9 \| Life for Rent Dido \| \| Obsesión Aventura Anthony Santos \| 10 \| Love & Hate Aventura \| |                                           |                                           |                                           |          |
| ← 2003 |                                           |                                           |                                           | → 2005 → |
| Singles | Position#                                 | Alben                                     |                                           |          |
| Dragostea din tei O-Zone Dan Mihai Bălan | 1                                         | Anastacia                                 |                                           |          |
| Shut Up The Black Eyed Peas Jaime Luis Gomez, William Adams, George Pajon | 2                                         | Feels like Home Norah Jones               |                                           |          |
| A Kiss Goodbye MusicStars Carola Maria Häggkvist, Anna Lena Margaretha Hogdahl, Henrik Mats Anderson Tervald, Martin Olof Ankelius | 3                                         | Sidefiin Plüsch                           |                                           |          |
| Yeah! Usher feat. Ludacris & Lil Jon James Elbert Phillips, LaMarquis Jefferson, Jonathan H. Smith, Patrick Michael Smith, Christopher Brian Bridges, Sean Garrett | 4                                         | Zu & Co. Zucchero                         |                                           |          |
| F**k It (I Don’t Want You Back) Eamon Jonathan Eamon Doyle, Mark Passy, Kirk S. Robinson | 5                                         | Greatest Hits Robbie Williams             |                                           |          |
| Superstar Jamelia Joseph Belmaati, Mich Hansen, Remee Sigvardt Jackman | 6                                         | Elephunk The Black Eyed Peas              |                                           |          |
| Femme like U K-Maro Musik: Louis-Joachim Cote; Text: Cyril Kamar | 7                                         | We Broke the Rules Aventura               |                                           |          |
| Left Outside Alone Anastacia Anastacia L. Newkirk, Dallas L. Austin, Glen Ballard | 8                                         | Aloha from Züri West Züri West            |                                           |          |
| Dragostea din tei Haiducii Dan Mihai Bălan | 9                                         | Life for Rent Dido                        |                                           |          |
| Obsesión Aventura Anthony Santos | 10                                        | Love & Hate Aventura                      |                                           |          |